# Hans Adam (Fußballspieler)
Hans Adam (Lebensdaten unbekannt) war ein deutscher Fußballspieler.

## Karriere
Adam gehörte dem Magdeburger FC Viktoria 1896 als Stürmer an, für den er in den vom Verband Magdeburger Ballspiel-Vereine organisierten Meisterschaften in der 1. Klasse Magdeburg Punktspiele bestritt und diese dreimal in Folge als Verbandsmeister abschloss. Dadurch bedingt war er mit seiner Mannschaft auch zur Teilnahme an den jeweiligen Endrunden um die Deutsche Meisterschaft berechtigt. Er bestritt in den drei aufeinander folgenden Spielzeiten jeweils ein Endrundenspiel, da seine Mannschaft die jeweilige Auftaktveranstaltung verlor. Sein Debüt am 3. Mai 1903 auf der Altonaer Exerzierweide bei der 1:8-Viertelfinalniederlage gegen den Altonaer FC 93 krönte er mit seinem ersten Tor, dem Treffer zum 1:4 in der Schlussphase des Spiels. Auch das Viertelfinale am 24. April 1904 beim VfB Leipzig, das mit 0:1 verloren wurde, bestritt er sowie die am 30. April 1905 in Berlin mit 1:2 n. V. verlorene Zweitrundenbegegnung im Rahmen der Ausscheidungsrunde gegen den FuCC Eintracht 1895 Braunschweig, in der er seine Mannschaft mit dem Tor in der 61. Minute in Führung schoss.

## Erfolge
- Teilnahme an der Endrunde um die Deutsche Meisterschaft 1903, 1904, 1905
- Meister des Verbandes Magdeburger Ballspiel-Vereine 1903, 1904, 1905